# Saint-Pierreville
Saint-Pierreville – miejscowość i gmina we Francji, w regionie Owernia-Rodan-Alpy, w departamencie Ardèche.
Według danych na rok 1990 gminę zamieszkiwało 528 osób, a gęstość zaludnienia wynosiła 26 osób/km² (wśród 2880 gmin regionu Rodan-Alpy Saint-Pierreville plasuje się na 1121. miejscu pod względem liczby ludności, natomiast pod względem powierzchni na miejscu 490.).